# شاهزاده ایران (بازی ویدئویی ۲۰۰۸)
شاهزادهٔ ایران یک بازی از یوبی سافت مونترآل است که توسط یوبی سافت منتشر شد. این بازی برای کامپیوتر، ایکس‌باکس ۳۶۰ و پلی‌استیشن ۳ به بازار عرضه شد. این بازی جایگاه هفتمین قسمت و دومین بازشروع مجموعه شاهزاده ایران را دارد که ادامه‌ای مستقل را نسبت به بازی‌های قبل این مجموعه پیش می‌گیرد.
داستان بازی با شاهزادهٔ ایران جدیدی شروع می‌شود، یک مزدور که با الاغی مملو از گنج که از قمار قبلی‌اش به دست آورده‌است به خانه بازمی‌گردد، اما ناگهان گرفتار طوفان شنی شدید می‌شود. مکانیزم گیم‌پلی PoP دچار تحولی اساسی شده و شاهزاده در این بازی همراه با شخصیتی به نام الیکا وارد ماجرایی کاملاً جدید و بی ارتباط با سه گانهٔ شن‌های زمان می‌شود.

## برداشتهای تاریخی
داستان بازی برداشتی آزاد از ماجرای سرو کشمر است.

## ساخت
بازی قبل از این بازی شاهزاده ایران: دو سریر نام داشت. در ۲۳ ژانویه ۲۰۰۸ یوبی سافت نماهایی از این بازی را در اینترنت قرار داد.
یوبی سافت دامنهٔ اینترنتی بازی (princeofpersiaprodigy.com) را در ۱ آوریل ۲۰۰۸ ثبت کرد.

## شخصیت‌ها

### شاهزاده
شاهزاده. 
فرح (به انگلیسی: Farah) را گم کرده‌است و به دنبال آن می‌گردد و به‌طور اتفاقی با الیکا روبه‌رو می‌شود.

### الیکا
الیکا یک پرنسس است که مخالف کارهای پدر خود است و در بخش‌هایی از بازی به زبان فارسی حرف می‌زند.

## داستان

### پیش زمینه
داستان بازی در یک شهر خیالی در ایران باستان قرار دارد و اساطیر آیین زرتشت می‌پردازد. هزار سال پیش از وقایع این بازی، جنگی برای قدرت میان اهریمن و اورمزد وجود داشت. نتیجه این مبارزه بدین ترتیب بود که اورمزد و پیروانش، موفق شدند اهریمن را شکست داده و اهورا او را در یک درخت زندانی کرد. پس از این اتفاق اورمزد جهان را ترک می‌کند، و اهورا را تنها می‌گذارد تا مطمئن شود که اهریمن در درخت حبس می‌ماند. اهورا موفق می‌شود که هزاران سال اهریمن را در درخت نگهداری کند، در طول زمان اهورا رفته رفته قدرتش را از دست می‌دهد. داستان زمانی آغاز می‌شود که اهریمن سعی دارد خودش را آزاد کند.

### خط داستانی
در ابتدا یک ولگرد در داخل طوفان شن حرکت می‌کند و فریاد می‌زند:فرح! که با آن فرح در سری‌های قبلی کاملاً متفاوت است. او از بالای صخره‌ای سقوط می‌کند و در پایین دختری به نام الیکا را پیدا می‌کند. الیکا از او می‌پرسد که فرح کیست. او هم می‌گوید که فرح نام یک خانم است. بعد الیکا فرار می‌کند و پسر هم به دنبالش راه می‌افتد و در راه جلوی چند تا از سربازانی را که می‌خواستند الیکا را دستگیر کنند می‌گیرد. سپس با الیکا به معبدی که زیر درخت بسیار بزرگی قرار دارد می‌رود. معلوم می‌شود که آن‌ها سربازان پدر الیکا بودند. سپس آن پسر با پدر الیکا می‌جنگد و او را هم شکست می‌دهد. بعد پدر الیکا درختی را که در آنجا بود از بین می‌برد و تمام سرزمین‌ها را تاریکی فرا می‌گیرد و خودش هم با سربازانش فرار می‌کند. پسر از الیکا می‌پرسد که چه اتفاقی افتاده‌است. الیکا می‌گوید که سرنوشت او و درخت حیات در مقابل هم هستند و اگر او زنده بماند درخت از بین می‌رود و مردم هم نابود می‌شوند و اگر او بمیرد درخت و مردم زنده می‌مانند. پدرش هم می‌خواست درخت را نابود کند تا دخترش زنده بماند ولی او می‌خواست برای مردمش بمیرد. الیکا می‌گوید برای اینکه درخت دوباره زنده شود باید تمام زمین‌های پر برکت را که ۲۵ عدد هستند دوباره زنده کنند. آن‌ها راه می‌افتند و در راه با دشمنان مختلفی رو به رو می‌شوند و همه را از سر راه برمی‌دارند. سرانجام درخت را دوباره زنده می‌کنند و تاریکی از میان می‌رود اما الیکا که به نابودی درخت وابسته بود می‌میرد. فرمانروای تاریکی که می‌خواست دوباره برگردد می‌گوید که اگر چهار درختی را که در بیرون از معبد هستند از بین ببرد الیکا دوباره زنده می‌شود. پسر هم که از ابتدا عاشق الیکا شده بود گولش را می‌خورد. الیکا زنده می‌شود ولی دوباره تاریکی بازمی‌گردد. پسر الیکا را در آغوش می‌گیرد و در حالی که همه چیز در حال نابودی است به مقصدی نامعلوم حرکت می‌کند و بازی تمام می‌شود. به همین دلیل است که این بازی ناامیدکننده‌ترین بازی نامیده شده‌است.

### پایان داستان در بسته الحاقی Epilogue
در بسته الحاقی Epilogue که فقط برای کنسول در دسترس است، نشان می‌دهد که شاهزاده (The Prince) و الیکا زنده مانده‌اند و در یک قصر زیر زمینی سر در می‌آورند. الیکا بخاطر نجات دادن او توسط شاهزاده که باعث به فنا دادن جهان شد، بسیار عصبانی است و او را تنها میگذارد و می‌رود. اما شاهزاده به دنبال او می‌رود که بار دیگر هر دو سر از جنگیدن با پدر الیکا در می‌آورند. آنها فرار می‌کنند و تلاش می‌کنند زنده از قصر خارج شوند. درحالی که در طول مسیر الیکا بارها ابراز نا امیدی و ناراحتی می‌کند چون باور دارد بازگردانی او ارزش آزاد شدن اهریمن را نداشت. شاهزاده پاسخ می‌دهد که با زنده کردن او، آنها شانسی برای مقابله با اهریمن به دست آوردند. در بخشی از مسیر بازی، با آرامگاه هخامنش، که در بازی الیکا او را به عنوان پادشاه اهورا ها می‌نامد مواجه می‌شوید.
در نهایت، در آخرین نبرد با پدر الیکا، شاهزاده با فرو بردنش در چند میخ بزرگ که در محیط نبرد وجود دارد، او را شکست می‌دهد. سپس الیکا آنجا را ترک می‌کند تا مردمانش را پیدا کند و شاهزاده با یک اهریمن تشنه خون که به دنبال انتقام است تنها می‌ماند. بله این چنین است.

## بازتاب‌ها
| گردآورنده  | امتیاز                                                                                 |
| ---------- | -------------------------------------------------------------------------------------- |
| گیم‌رنکینگز | (PS3) 84.14% (X360) 80.63% (PC) 79.60%                                                 |
| متاکریتیک  | Xbox 360: 81% (برپایه ۷۰ نقد) پلی‌استیشن ۳: ۸۴٪ (برپایه ۵۸ نقد) PC: 82% (برپایه ۲۴ نقد) |

| ناشر                     | امتیاز                              |
| ------------------------ | ----------------------------------- |
| دستراکتید                | 9.5/10                              |
| اج                       | 5/10                                |
| الکترونیک گیمینگ مانثلی  | 8/10                                |
| یوروگیمر                 | 6/10                                |
| گیم اینفورمر             | 8.75/10                             |
| گیم‌پرو                   | [ ۱۹ ]                              |
| گیم رولیشن               | B                                   |
| گیم‌اسپات                 | 8/10                                |
| گیم‌اسپای                 | [ ۲۲ ]                              |
| گیم‌تریلرز                | 8.7/10                              |
| گیم‌زون                   | 9/10 (PC) 8.8/10                    |
| آی‌جی‌ان                   | (UK) 9.4/10 (US) 9.3/10 (AU) 8.7/10 |
| اواکس‌ام (ایالات متحده)   | 8/10                                |
| پی‌سی گیمر (ایالات متحده) | 78%                                 |
| بازی‌نما                  | ۹٫۳                                 |
| Variety                  | (favorable)                         |

این بازی در مجله‌های ایرانی بازتاب‌های متفاوتی داشت، مجله بازی‌نما این بازی را به خاطر بررسی فرهنگ ایرانی تحسین کرد و دنیای بازی آن را ناامیدکننده‌ترین بازی سال (خورشیدی) نامید. و گیم‌پلی آن را به شدت تکراری خواند.

## یادداشت
1. ↑  در داستان بازی اورمزد همان اهورا مزدا است اما اورمزد و اهورا دو شخصیت جدا در نظر گرفته شده‌اند.